# Jesús Ribera i Faig
Jesús Ribera i Faig (Barcelona, 13 de maig del 1925) és un músic establert a València especialitzat en la direcció de corals.

## Biografia
Estudià en el Conservatori de Barcelona i a València amb el mestre Ricard Lamote de Grignon i Ribas. L'any 1947 fundà l'Orfeó Universitari de València, que va dirigir durant 24 anys. En el 1963 va fundar els Pequeños Cantores de Valencia, base de l'actual Escola Coral del mateix nom, i que encara dirigia el 2008. L'any 1971 va crear l'Orfeó Valencià Navarro Reverter amb un grup de treballadors de la Caixa d'Estalvis de València, i el va dirigir fins al 1986.
Amb aquests cors ha gravat diversos discos, ha actuat a ràdio i televisió i ha presentat obres simfòniques de Carl Orff, Kodály, Prokófiev, Berlioz, Mozart, Charpentier, J.S.Bach, Esplà, Blanquer i altres. Ha dirigit concerts arreu d'Europa i als Estats Units.
Va ser assessor nacional de la Federació Internacional de Pueri Cantors i dirigí el Festival Coral de València. Ha impartit cursos de formació de cors infantils en la Universitat de Cantàbria. Diversos guardons han reconegut la seva obra: el Primer Premi de Direcció Coral (Bèlgica 1964), Primer Premi Internacional de Cors d'Adol·lescents (Llangollen, País de Gal·les 1970) amb els Petits Cantors de València, dos segons premis de Cors Mixtes (Llangollen 1960-1962) amb l'Orfeó Universitari, quatre primers Premis Nacionals de Cors Universitaris i la Medalla de Plata de la ciutat de València. El 010, l'ajuntament de València acordà dedicar-li un carrer.